# 侯希如
侯希如（1920年—），原籍江苏铜山人，之后定居台州，中华人民共和国政治人物。

## 生平
1939年7月，参加八路军。1941年3月，加入中国共产党。1945年9月至1947年1月，担任临沭县民运部部长。1947年2月，担任临沭县委敌工部部长。1949年2月，调干部支援浙江。1949年9月至1951年12月，担任中共天台县委书记。1951年11月至1952年6月，担任中共温岭县委书记，之后升任中共台州地委组织部长、副书记。1959年至1980年，担任北京化纤工学院（北京服装学院前身）党委副书记、代理书记。